# Urota flavobrunnea
Urota flavobrunnea är en fjärilsart som beskrevs av Stoneham 1962. Urota flavobrunnea ingår i släktet Urota och familjen påfågelsspinnare. Inga underarter finns listade i Catalogue of Life.